# Łobaczew Duży-Kolonia
Łobaczew Duży-Kolonia (Kolonia Łobaczew Duży) – niestandaryzowana część miasta Terespola w województwie lubelskim w powiecie bialskim. Leży na zachodzie miasta, graniczy od zachodu ze wsią Łobaczew Duży.

## Historia
Łobaczew Duży-Kolonia był dawniej samodzielną miejscowością. W latach 1867–1949 należał do gminy Kobylany w powiecie bialskim, początkowo w guberni siedleckiej, a od 1919 w woj. lubelskim. Tam 14 października 1933 wszedł w skład gromady o nazwie Łobaczew Duży Kol. w gminie Kobylany, składającej się z samej kolonii Łobaczew Duży.
Podczas II wojny światowej Błotków Mały włączono do Generalnego Gubernatorstwa (dystrykt lubelski, Kreis Biala, gmina Terespol). W 1943 roku liczba mieszkańców wynosiła 550.
Po wojnie ponownie w województwie lubelskim w reaktywowanej gminie Kobylany. 1 stycznia 1950 Kolonię Łobaczew Duży włączono do Terespola.